# Torment (album)
Torment è un album in studio del gruppo musicale death metal Six Feet Under, pubblicato nel 2017 dalla Metal Blade Records. È il primo album con il batterista Marco Pitruzzella. Il bassista Jeff Hughell si occupa di tutte le parti di chitarra.

## Tracce
1. Sacrificial Kill – 3:55
2. Exploratory Homicide – 2:45
3. The Separation of Flesh from Bone – 4:52
4. Schizomaniac – 3:54
5. Skeleton – 3:43
6. Knife Through the Skull – 3:40
7. Slaughtered as They Slept – 4:55
8. In the Process of Decomposing – 3:50
9. Funeral Mask – 3:28
10. Obsidian – 4:14
11. Bloody Underwear – 3:41
12. Roots of Evil – 4:02

## Formazione
- Chris Barnes - voce
- Jeff Hughell - chitarra e basso
- Marco Pitruzzella - batteria